# 拉祖里鄉 (薩圖馬雷縣)

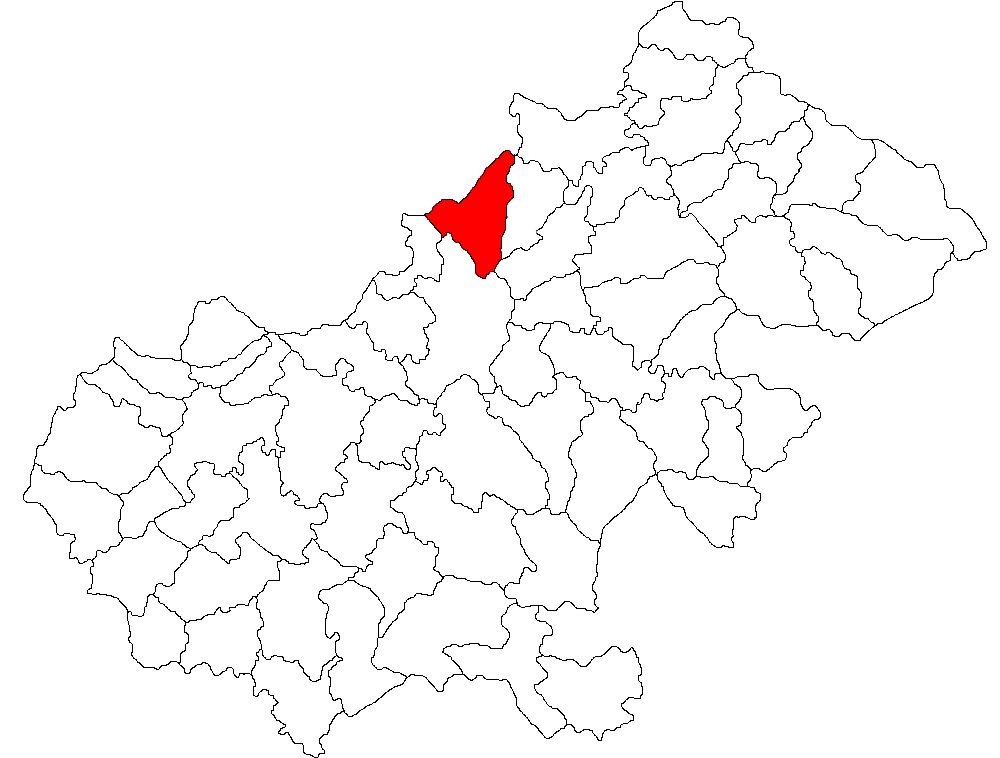

47°50′N 22°54′E / 47.833°N 22.900°E
拉祖里鄉（羅馬尼亞語：Comuna Lazuri, Satu Mare），是羅馬尼亞的鄉份，位於該國西北部，由薩圖馬雷縣負責管轄，面積71平方公里，海拔高度122米，2007年人口5,509，人口密度每平方公里78人。